# Thực phẩm chức năng
Thực phẩm chức năng (tiếng Anh: functional foods) là các sản phẩm có nguồn gốc tự nhiên hoặc là thực phẩm trong quá trình chế biến được bổ sung thêm các chất "chức năng". Cũng như thực phẩm thuốc, thực phẩm chức năng nằm ở nơi giao thoa giữa thực phẩm và thuốc và người ta cũng gọi thực phẩm chức năng là thực phẩm thuốc. Sở dĩ thực phẩm chức năng có khả năng hỗ trợ điều trị bệnh và phòng ngừa bệnh vì nó có khả năng phục hồi tất cả các cấu trúc tế bào trong cơ thể đang bị tổn thương.
Khái niệm thực phẩm chức năng được người Nhật sử dụng đầu tiên trong những năm 1980 để chỉ những thực phẩm chế biến có chứa những thành phần tuy không có giá trị dinh dưỡng nhưng giúp nâng cao sức khoẻ cho người sử dụng.
Theo Viện Khoa học và Đời sống quốc tế (International Life Science Institute - ILSI) thì "thực phẩm chức năng là thực phẩm có lợi cho một hay nhiều hoạt động của cơ thể như cải thiện tình trạng sức khoẻ và làm giảm nguy cơ mắc bệnh hơn là so với giá trị dinh dưỡng mà nó mang lại". Theo IFIC, thực phẩm chức năng là những thực phẩm hay thành phần của chế độ ăn có thể đem lại lợi ích cho sức khoẻ nhiều hơn giá trị dinh dưỡng cơ bản.

## Khái niệm
Bộ Y tế Việt Nam định nghĩa thực phẩm chức năng: là thực phẩm dùng để hỗ trợ chức năng của các bộ phận trong cơ thể người, có tác dụng dinh dưỡng, tạo cho cơ thể tình trạng thoải mái, tăng sức đề kháng và giảm bớt nguy cơ gây bệnh. Tuỳ theo công thức, hàm lượng vi chất và hướng dẫn sử dụng, thực phẩm chức năng còn có các tên gọi sau: thực phẩm bổ sung vi chất dinh dưỡng, thực phẩm bổ sung, thực phẩm bảo vệ sức khoẻ, sản phẩm dinh dưỡng y học.
Ở mỗi nước, thực phẩm chức năng (TPCN) được gọi bằng những thuật ngữ khác nhau: Các nước Tây Âu gọi là "thực phẩm - thuốc" (alicaments) hoặc dược phẩm dinh dưỡng (nutraceutics), thực phẩm bổ sung dinh dưỡng (food supplement); Trung Quốc gọi là "thực phẩm bổ dưỡng bảo vệ sức khỏe"; Việt Nam gọi là "thực phẩm đặc biệt".

## Phân biệt thực phẩm chức năng

### Thực phẩm chức năng khác với thực phẩm
- Được sản xuất, chế biến theo công thức: bổ sung một số thành phần có lợi hoặc loại bớt một số thành phần bất lợi (để kiêng). Việc bổ sung hay loại bớt phải được chứng minh và cân nhắc một cách khoa học và được cơ quan nhà nước có thẩm quyền cho phép (thường là phải theo tiêu chuẩn).
- Có tác dụng với sức khỏe (một số chức năng sinh lý của cơ thể) nhiều hơn là các chất dinh dưỡng thông thường. Nghĩa là, thực phẩm chức năng ít tạo ra năng lượng cho cơ thể như các loại thực phẩm, ví dụ, gạo, thịt, cá...
- Liều sử dụng thường nhỏ, thậm chí tính bằng gram, miligram như là thuốc.
- Đối tượng sử dụng có chỉ định rõ rệt như người già, trẻ em, phụ nữ tuổi mãn kinh, người có hội chứng thiếu vi chất, rối loạn chức năng sinh lý nào đó...

### Thực phẩm chức năng không phải là thuốc
- Đối với thực phẩm chức năng, nhà sản xuất công bố trên nhãn sản phẩm là thực phẩm, đảm bảo chất lượng vệ sinh an toàn sức khỏe, phù hợp với các quy định về thực phẩm. Đối với thuốc, nhà sản xuất công bố trên nhãn là sản phẩm thuốc, có tác dụng chữa bệnh, phòng bệnh với công dụng, chỉ định, liều dùng, chống chỉ định. Thuốc là những sản phẩm để điều trị và phòng bệnh, được chỉ định để nhằm tái lập, điều chỉnh hoặc sửa đổi chức năng sinh lý của cơ thể.
- Có thể sử dụng thường xuyên, lâu dài nhằm nuôi dưỡng (thức ăn qua sonde), bổ dưỡng hoặc phòng ngừa các nguy cơ gây bệnh... mà vẫn an toàn, không có độc hại, không có phản ứng phụ.
- Người tiêu dùng có thể tự sử dụng theo "hướng dẫn cách sử dụng" của nhà sản xuất mà không cần khám bệnh, hoặc thầy thuốc phải kê đơn...

## Các loại thực phẩm chức năng
- Nhóm bổ sung vitamin và khoáng chất
- Nhóm bổ sung chất xơ
- Thực phẩm giúp cân bằng hệ vi khuẩn đường tiêu hóa
- Bổ sung các chất dinh dưỡng đặc biệt khác
- Thực phẩm loại bỏ bớt một số thành phần
- Các thực phẩm cho nhu cầu dinh dưỡng đặc biệt
- Thực phẩm chức năng giảm cân

## Các lưu ý khi sử dụng thực phẩm chức năng
- Đối với những thực phẩm ở dạng tự nhiên, việc chọn lựa cần lưu ý chọn lựa những sản phẩm tươi, mới và đảm bảo vệ sinh an toàn thực phẩm như dư lượng thuốc bảo vệ thực vật. Để đạt được những lợi ích về sức khỏe, cần sử dụng thường xuyên với số lượng khuyến nghị.
- Những sản phẩm đã qua chế biến, đòi hỏi người tiêu dùng phải có kỹ năng đọc nhãn bao bì. Thực phẩm chức năng thường được đóng gói giống như thực phẩm thông thường. Ngoài các thông tin của một thực phẩm thông thường, thực phẩm chức năng bắt buộc phải ghi rõ tên nhóm sản phẩm như thực phẩm bổ sung vi chất hay thực phẩm bảo vệ sức khỏe, thực phẩm ăn kiêng, ....
- Trên bao bì thường cung cấp hai loại thông tin:

1. Xác nhận có lợi cho sức khỏe (health claim): Ví dụ như sản phẩm dành cho người tiểu đường hoặc sản phẩm dùng để nuôi qua ống thông dạ dày. Những thực phẩm có xác nhận về sức khỏe phải được cơ quan y tế chứng nhận trước khi đưa ra thị trường và sản phẩm phải được chứng minh bằng các nghiên cứu.
2. Xác nhận về cấu trúc chức năng (structure / function claims). Những thực phẩm này dùng để chuyển tải những lợi ích tiềm tàng (chứ chưa chắc chắn) đối với sức khỏe con người. Những xác nhận về cấu trúc/chức năng có thể do tác dụng đã được biết đến của một hay nhiều thành phần có sẵn hoặc được bổ sung vào thực phẩm.

- Để chọn lựa đúng những thực phẩm cần thiết, người tiêu dùng nên đọc kỹ cả phần đối tượng sử dụng, liều dùng, công dụng, các lưu ý đặc biệt xem có phù hợp với mục đích sử dụng. Đừng quên xem tên, địa chỉ của nhà sản xuất để tránh hàng giả, hàng nhái.